# Yves Mahyeuc
Yves Mahyeuc (en breton Eozen Maeeuc), né dans une famille de marchands à Kervoyec, paroisse de Plouvorn, diocèse de Léon, fut évêque de Rennes.

## Carrière ecclésiastique
Yves Mahyeuc embrassa la vie religieuse au couvent des frères prêcheurs de Morlaix avant que de rejoindre celui de Bonne Nouvelle à Rennes.
Tour à tour confesseur d'Anne de Bretagne, de Charles VIII puis de Louis XII, il fut nommé évêque de Rennes par le pape Jules II le 29 janvier 1507.
Il accompagna la duchesse Anne lors de son voyage en Bretagne en 1505 et fut l'auteur d'un Veni Creator latin-breton, chanté lors du passage au Folgoët, signé Yves Caervoyec.
En 1532 il accueillit le dauphin François de France à l'occasion de son entrée dans la ville de Rennes et le couronna duc de Bretagne en sa cathédrale sous le nom de François III. À cette occasion on put admirer sur un « grand tableau attaché, escript en lettres d'or le vroy langaige de Troye ». Il s'agissait d'un poème en breton composé par l'évêque.
Yves Mahyeuc mourut en odeur de sainteté au manoir épiscopal de Saint-Armel de Bruz le 20 septembre 1541 et fut enseveli dans le transept méridional de sa cathédrale, près de l'autel Saint-Sébastien.

## Armes
D’argent à trois hermines de sable 2 et 1 ; au chef d’or chargé de trois couronnes d’épines de sinople.

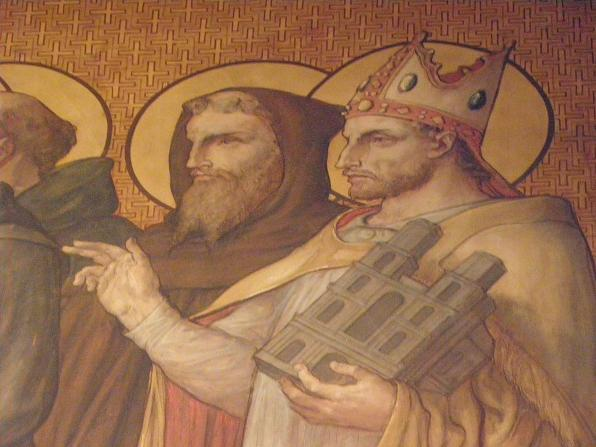
Yves Mahyeuc (fresque de la Métropole St-Pierre de Rennes)

## Sources
- Chanoine Amédée Guillotin de Corson, Pouillé historique de l'archevêché de Rennes, Rennes, Fougeray et Paris, René Haton, 1880-1886, 6 vol. in-8° br., couv. impr. (disponible sur Gallica).
- Henri Poisson, Une lumière de l'Ordre des frères prêcheurs. Yves Mahyeuc : 1462-1541, évêque de Rennes de 1506 à 1541. Lettre-préface du cardinal Roques, Rennes, 1948
- Gwennole Le Menn, « Un Veni Creator latin-breton dédié à Anne de Bretagne en 1505 », Études Celtiques, volume 16, 1979.
- Gwennole Le Menn, « Les Bretons « tonnants » et le monde des lettrés », in 1491, La Bretagne Terre d'Europe, CRBC Brest, 1992
- Augustin Pic et Georges Provost (dir.), « Yves Mahyeuc, 1462-1541. Rennes en Renaissance », Annales de Bretagne et des Pays de l’Ouest, Rennes,‎ 2010 (lire en ligne, consulté le 15 juin 2015)